# Ikonoklazm

Ikonoklaści (mal. Domenico Morelli)

Ikonoklazm, obrazoburstwo (od gr. eikōn – obraz; klásis – złamanie) – ruch religijny szerzący się w łonie chrześcijaństwa w VIII–IX wieku w Bizancjum i państwie Franków oraz w Niderlandach w XVI w., sprzeciwiający się kultowi obrazów i wizerunków.

## Pierwszy okres (726–787)
Zapoczątkował go w roku 726 bizantyjski cesarz Leon III Izauryjczyk, nakazując usunąć obraz Chrystusa umieszczony ponad wejściem do pałacu cesarskiego, i zastąpić go prostym krzyżem. Zakazał również czczenia ikon Chrystusa, Dziewicy Marii i świętych oraz nakazał zniszczenie istniejących wizerunków.

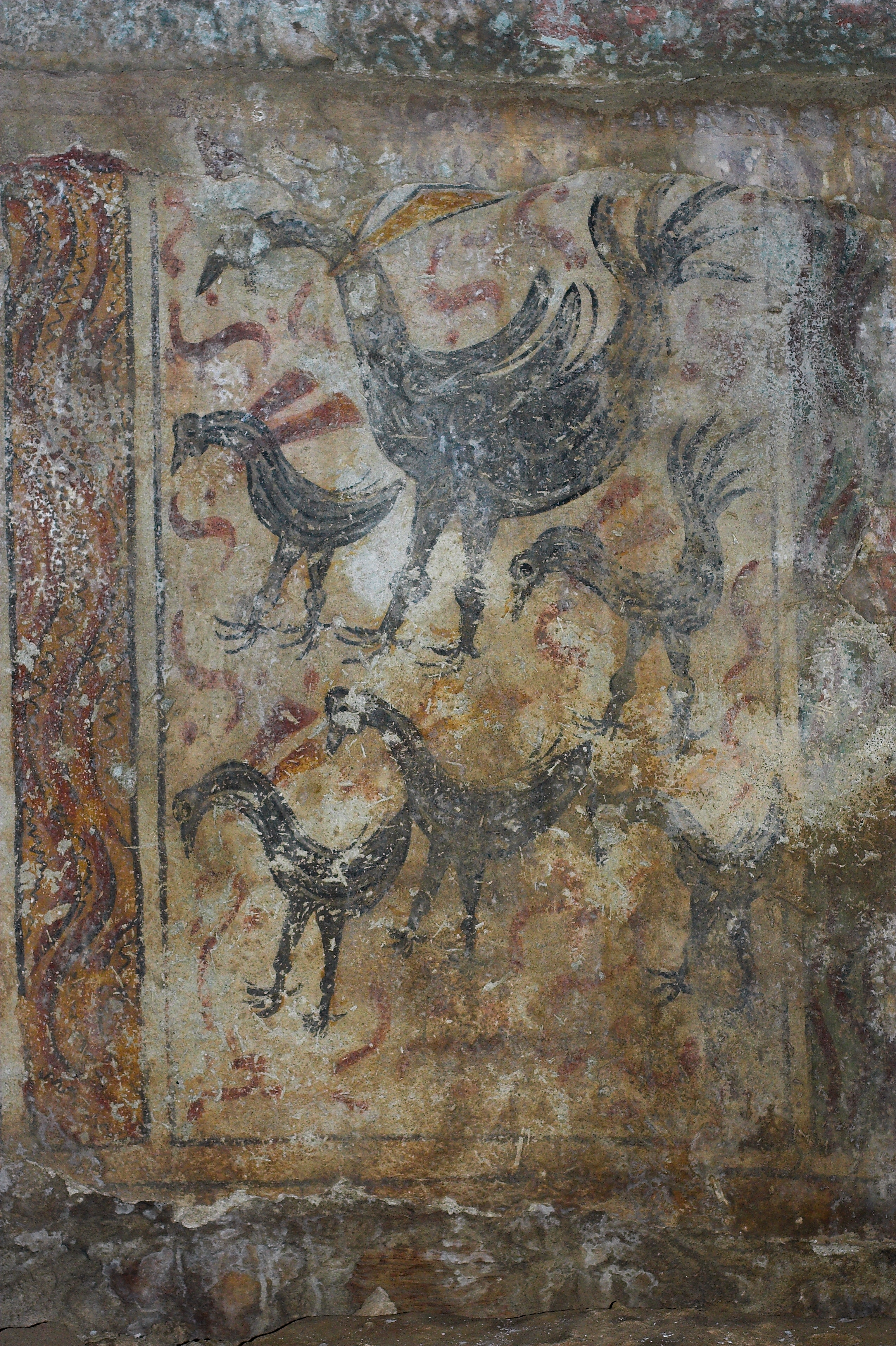
Zgodne z regułami ikonoklazmu freski kościoła na Naksos

Spór w kwestii ikonoklazmu powstał wskutek sprzeciwu wobec niszczenia ikonostasów okazanego ze strony zbiorowości licznych chrześcijan, zarówno we wschodnim cesarstwie rzymskim, jak i poza nim. Jednej z tych zbiorowości przewodził św. Jan z Damaszku. 
Stanowisko cesarza zyskało poparcie wskutek sukcesów politycznych, jak oblężenie Konstantynopola w latach 717–718 czy odstąpienie od płacenia daniny plemionom arabskim. Syn Leona III, Konstantyn V odnosił również sukcesy militarne, co wzmocniło jego pozycję wobec ikonodulów, czyli obrońców czci religijnej ikon. W 754 r. cesarz zwołał sobór w Hierei. Jego celem było włączenie ikonoklazmu do oficjalnej doktryny chrześcijaństwa. Postanowień tego soboru nie uznano ani na Wschodzie, ani na Zachodzie.
Sobór nicejski II w 787 r. ponownie zezwolił na kult obrazów (surowo zakazując handlowania nimi). Podano też wcielenie Chrystusa jako uzasadnienie doktrynalne. Ponieważ odwieczne Słowo Boga przyjęło ludzką postać, wolno przedstawiać fizyczną postać Syna Bożego i malować wizerunki świętych.
Według niektórych świadectw, pierwszy spór o oddawanie czci ikonom został wywołany pod wpływem islamu, w którym surowo zakazane jest tworzenie wizerunków, jakkolwiek świadectwa te jednak nie są przekonujące dla większości historyków i hipoteza ta nie jest powszechnie akceptowana.

## Drugi okres (813–843)

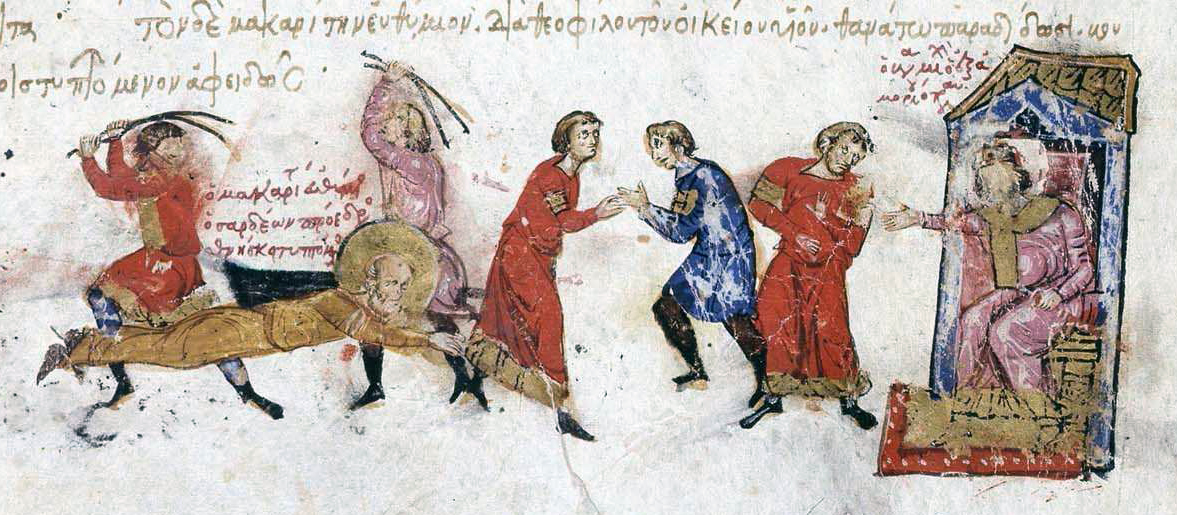
Męczeństwo biskupa Eutymiusza z Sardes podczas prześladowań za rządów Michała II

Leon V natychmiast po objęciu tronu zarządził drugi ikonoklazm, bardziej rygorystyczny od poprzedniego. Jego polityka była kontynuowana przez Michała II i Teofila. Wdowa po Teofilu – Teodora (regentka na rzecz nieletniego syna Michała III), proklamowała 11 marca 843 roku, podczas uroczystości w Hagia Sophia, powrót do ikonolatrii, pod warunkiem, iż zmarły władca nie zostanie potępiony. Odtąd, na pamiątkę zwycięstwa nad ikonoklazmem, pierwsza niedziela Wielkiego Postu jest czczona w Cerkwi prawosławnej jako święto Triumfu prawosławia.
Cesarze bizantyjscy usiłowali jako jedyny symbol adoracji narzucić monogram Chrystusa w postaci dwóch pierwszych liter jego imienia: greckich X i P (Chi i Rho). Była to religia jedynego Boga, w której postać Chrystusa zajmuje miejsce bliższe świętym. Ikonoklazm można więc też rozumieć jako próbę zjednoczenia pod władzą cesarską wszystkich chrześcijan wschodnich dla umocnienia się wobec poważnego zagrożenia zewnętrznego; gdy ono ustało, zanikła też konieczność ikonoklazmu.

## Ikonoklazm średniowieczny
W Europie Zachodniej biskupi katoliccy Galii otwarcie sprzeciwili się kultowi podobizn i obrazów, szczególnie pod rządami Karolingów. W następstwie synodu frankfurckiego (794) zwołanego przez Karola Wielkiego, potępione zostały zarówno ikonodulia, jak i ikonoklazm – podkreślono edukacyjną wartość wizerunków, jednocześnie zakazując ich czci. Z kolei Ludwik I Pobożny ustanowił w 817 arcybiskupem Turynu zaufanego teologa Klaudiusza: nie tylko otwarcie zwalczał on adorację obrazów i rzeźb, ale w swych pismach podejmował temat zbawienia nie poprzez uczynki a przez wiarę. Nauczał modlitwy skierowanej wyłącznie do Boga, symbolizm Eucharystii negował, jak również odpuszczenie grzechów dzięki pielgrzymkom oraz autorytet prymatu papieskiego na gruncie twierdzenia, że wszyscy biskupi są równi. Podobne poglądy w XII w. zyskały popularność wśród waldensów, a sześć stuleci później w protestantyzmie, gdy zaś chodzi o ikonoklazm – szczególnie w kalwinizmie. 
Innym znanym ikonoklastą galijskim był Agobard z Lyonu. Biskupi z Galii i Hiszpanii ponownie potępili kult obrazów na synodzie w Paryżu w 824 roku.

## Rewolta ikonoklastów w Niderlandach (1566)
W 1566 w Niderlandach zwolennicy reformacji przez kilka tygodni niszczyli w kościołach katolickich ołtarze, obrazy i posągi świętych, itp. Wydarzenia te znane są jako rewolta ikonoklastów.

## Teologiczne źródła ikonoklazmu
Teologiczny problem przedstawiania sacrum obecny jest w trzech religiach monoteistycznych. Wszystkie trzy przypisują transcendencję do dziedziny sacrum, co sprawia, że wykracza ona „poza" i „ponad" widzialne sprawy ludzkie.
W judaizmie zakaz przedstawiania wizerunku Boga ma korzenie w Księdze Wyjścia:
„Nie będziesz czynił żadnej rzeźby ani żadnego obrazu tego, co jest na niebie wysoko, ani tego, co jest na ziemi nisko, ani tego, co jest w wodach pod ziemią. Nie będziesz oddawał im pokłonu i nie będziesz im służył, ponieważ Ja Pan, twój Bóg, jestem Bogiem zazdrosnym, który karze występek ojców na synach do trzeciego i czwartego pokolenia względem tych, którzy Mnie nienawidzą. " (Wj 20,4–5).
Z drugiej strony, według doktryny katolickiej i prawosławnej, zakaz kultu obrazów miał ścisły związek jedynie ze Starym Przymierzem (zob. Pwt 4,15 – Bóg nie objawił się Żydom w widzialnej postaci), dlatego uznają one kult obrazów za mający uzasadnienie biblijne w Nowym Testamencie. Jezus jest bowiem „obrazem Boga niewidzialnego" (Kol 1,15), a zatem kto zobaczył Jego, ujrzał i Ojca (por. J 14,9). Starotestamentowy zakaz jest interpretowany jako zakaz oddawania uwiecznionym stworzeniom czci należnej jedynie Bogu. Katolicy wskazują na przykład, że umieszczenie przez Salomona w Świątyni wizerunków cherubów było uważane za w pełni zgodne z przykazaniami.
Większość protestantów nie uznaje tej interpretacji, uważając ją za nadużycie, zaś już wszyscy uważają sam kult obrazów za sprzeczny z przykazaniami Bożymi.
W islamie zakaz przedstawiania boskości wynika wprost z zakazu bałwochwalstwa – w szczególności tradycyjnego kultu świętych głazów lub kamieni (betylów) ustawianych w celach kultowych, których istnienie potwierdzają świadectwa archeologiczne na obszarach zamieszkiwanych przez pustynne plemiona pastersko-koczownicze. U muzułmanów zakaz przedstawiania Boga został rozszerzony, obejmując także wyobrażenie samego proroka.